# نمش‌کولتا
نِمِش‌کولتا (به مجاری:  Nemeskolta) یک شهرداری در مجارستان است که در واش واقع شده‌است. نمش‌کولتا ۷٫۳۴ کیلومتر مربع مساحت و ۳۶۸ نفر جمعیت دارد.